# La Bande à Ovide
La Bande à Ovide est une série télévisée d'animation belgo-canadienne en 65 épisodes de 13 minutes produite par CinéGroupe à Montréal et Odec Kid Cartoons Belgique, diffusée à partir du 17 octobre 1987 à la Télévision de Radio-Canada ; en Belgique à partir du 3 septembre 1989. 
En France, la série a été diffusée dans Graffi'6 en 1987 sur M6. Rediffusion dans Club Mini Zig Zag en 1994 sur TF1.

## Synopsis
Cette série met en scène l'histoire d'un joyeux ornithorynque bleu et de ses amis Polo, Ventribus, Wouaoua, Verabois, Télé-Sauvage, Aie, Mira et Ko-A-La. Vivant sur une île nommée atoll ondulé, il leur arrive de nombreuses péripéties car ils sont souvent victimes des malicieux plans du méchant serpent mauve répondant au nom de Py et de son idiot de complice Zozo.

## Fiche technique
- Scénario : Pierre Coran, Jean-Pierre Liccioni, Michel Clatigny, Carl Norac
- Réalisation : Raymond Burlet, Jean Sarault
- Animation : Étienne De Bruyne, Nic Broca
- Storyboard : Michel Clatigny
- Musique : Carlos Leresche

## Voix françaises
- Maurice Baquet
- Anne Ludovik
- Jaques Marchand
- Christian Marin
- Isabelle Marin
- Henri Poirier: Ventribus
- Jean Saudray
- Gèrard Thrion

## Voix québécoises
- Alain Zouvi : Ovide
- Carl Béchard : Py
- Patrick Peuvion : Zozo
- Daniel Lesourd : Polo
- Benoît Rousseau : Ventribus
- Raymond Desmarteau : Wouaoua
- Anne Caron : Mira
- Danièle Panneton : La speakerine, La
- Johanne Léveillé : Ko
- Chantal Baril : A

 Source et légende : version québécoise (VQ) sur Doublage.qc.ca

## Épisodes
1. Le Corail Vide
2. Le Navigateur Solitaire
3. Le Fantôme de Galion
4. Le Prophète
5. Le Monstre Dans la Caverne
6. Le Trésor des Azpecs
7. Les Jeux de l'Atoll
8. Le Grand Sorcier
9. L’anguille aux Yeux de Feu
10. La Recette Diabolique
11. Le Chasseur
12. Tout dans les Poings, Rien dans la Tête
13. Un Drôle de Génie
14. La Guerre de l’Atoll
15. Le Barrage
16. Une Partie de Pétanque
17. L’ancêtre
18. Les Atollamazones
19. Une Mauvaise Farce
20. Ovide et le Vampyre
21. Le Chant de la Sirène
22. Faites-moi Rire
23. La Tisane du Savant Fou
24. Le Grand Froid
25. Le Rallye
26. La Marée Rouge
27. Le Complot
28. La Corrida
29. Le Secret de Dolmen
30. Les Guerriers des Algues
31. La Fièvre Valentine
32. Un Drôle de Ménage
33. Amis pour la Vie
34. Le Grande Chef
35. Le Labyrinthe
36. À Dormir Debout
37. Le Chasseur Chassé
38. Les Ondes Englouties
39. Le Reducteur
40. La Créature des Marais
41. Le Monstre de Frankenspy
42. L’or Noir
43. Syrite Es-tu La?
44. Le Maitre du Jeu
45. La Mutatis Floralis
46. Atchoum Toujours
47. La Multiplication des Py
48. La Menace Invisible
49. Un Sale Tour
50. Qui S’y Frotte S’y Pyque!
51. Le Cousin d’Égypte
52. La Pyscine
53. Le Kendoka
54. Un Riche Sommeil
55. Le Maitre du Corral
56. Kidnapy
57. La Baignoire Infernale
58. Le Commando
59. Vendredi 13
60. Controle Fiscal
61. Le Monde à l’Envers
62. Amnésie
63. Retour en Enfance
64. L’anneau Magique
65. Le Grand Défi

## Récompenses
- 1988 : Prix Gémeaux de la meilleure émission ou série d'animation